# Tour de Ski 2011/2012
De Tour de Ski 2011/2012 begon op 29 december 2011 in Oberhof en eindigde op 8 januari 2011 in Val di Fiemme. Deze Tour de Ski maakt deel uit van de wereldbeker langlaufen 2011/2012. De Zwitser Dario Cologna bij de mannen en de Poolse Justyna Kowalczyk bij de vrouwen wonnen, net als vorig jaar, de Tour de Ski.

## Etappeschema
| Datum      | Plaats                      | Etappe                             | Mannen                   | Vrouwen                  |
| ---------- | --------------------------- | ---------------------------------- | ------------------------ | ------------------------ |
| 29/12/2011 | Oberhof                     | Proloog (intervalstart)            | 3,75 km (vrije stijl)    | 2,5 km (vrije stijl)     |
| 30/12/2011 | Oberhof                     | Achtervolging (handicapstart)      | 15 km (klassieke stijl)  | 10 km (klassieke stijl)  |
| 31/12/2011 | Oberstdorf                  | Sprint                             | 1,2 km (klassieke stijl) | 1,2 km (klassieke stijl) |
| 01/01/2012 | Oberstdorf                  | Skiatlon (klassieke + vrije stijl) | 10+10 km                 | 5+5 km                   |
| 03/01/2012 | Toblach                     | Intervalstart                      | 5 km (klassieke stijl)   | 3 km (klassieke stijl)   |
| 04/01/2012 | Toblach                     | Sprint                             | 1,2 km (vrije stijl)     | 1,2 km (vrije stijl)     |
| 05/01/2012 | Cortina d'Ampezzo - Toblach | Achtervolging (handicapstart)      | 36 km (vrije stijl)      | 17 km (vrije stijl)      |
| 07/01/2012 | Val di Fiemme               | Massastart                         | 20 km (klassieke stijl)  | 10 km (klassieke stijl)  |
| 08/01/2012 | Val di Fiemme               | Achtervolging (handicapstart)      | 9 km (vrije stijl)       | 9 km (vrije stijl)       |

## Wereldbekerpunten
De beste dertig van de Tour de Ski ontvangen viermaal het aantal wereldbekerpunten dat zij zouden ontvangen voor dezelfde positie tijdens een reguliere wereldbekerwedstrijd, De winnaar ontvangt 400 punten, de nummer twee 320 enzovoort. Voor een etappezege ontvangt de winnaar de helft van de punten ten opzichte van winst in een reguliere wedstrijd, voor plaats twee tot en met dertig geldt een andere verdeling dan 50% procent van de wereldbekerpunten.
| Plaats     | 1   | 2   | 3   | 4   | 5   | 6   | 7   | 8   | 9   | 10  | 11 | 12 | 13 | 14 | 15 | 16 | 17 | 18 | 19 | 20 | 21 | 22 | 23 | 24 | 25 | 26 | 27 | 28 | 29 | 30 |
| ---------- | --- | --- | --- | --- | --- | --- | --- | --- | --- | --- | -- | -- | -- | -- | -- | -- | -- | -- | -- | -- | -- | -- | -- | -- | -- | -- | -- | -- | -- | -- |
| Klassement | 400 | 320 | 240 | 200 | 180 | 160 | 144 | 128 | 116 | 104 | 96 | 88 | 80 | 72 | 64 | 60 | 56 | 52 | 48 | 44 | 40 | 36 | 32 | 28 | 24 | 20 | 16 | 12 | 8  | 4  |
| Etappes    | 50  | 46  | 43  | 40  | 37  | 34  | 32  | 30  | 28  | 26  | 24 | 22 | 20 | 18 | 16 | 15 | 14 | 13 | 12 | 11 | 10 | 9  | 8  | 7  | 6  | 5  | 4  | 3  | 2  | 1  |

## Klassementen

### Algemeen klassement
| Mannen | Mannen             | Mannen | Mannen    |
| #      | Naam               | Land   | Tijd      |
| ------ | ------------------ | ------ | --------- |
| 1      | Dario Cologna      | SUI    | 4:33.17,2 |
| 2      | Marcus Hellner     | SWE    | + 1.02,3  |
| 3      | Petter Northug     | NOR    | + 1.44,6  |
| 4      | Devon Kershaw      | CAN    | + 2.09,4  |
| 5      | Aleksandr Legkov   | RUS    | + 2.59,1  |
| 6      | Lukáš Bauer        | CZE    | + 3.22,3  |
| 7      | Maurice Manificat  | FRA    | + 3.43,7  |
| 8      | Maksim Vylegsjanin | RUS    | + 4.12,4  |
| 9      | Martin Jakš        | CZE    | + 4.20,2  |
| 10     | Ilja Tsjernoesov   | RUS    | + 4.29,1  |

| Vrouwen | Vrouwen              | Vrouwen | Vrouwen   |
| #       | Naam                 | Land    | Tijd      |
| ------- | -------------------- | ------- | --------- |
| 1       | Justyna Kowalczyk    | POL     | 2:52.45,0 |
| 2       | Marit Bjørgen        | NOR     | + 28,2    |
| 3       | Therese Johaug       | NOR     | + 3.57,8  |
| 4       | Krista Lähteenmäki   | FIN     | + 6.48,6  |
| 5       | Marthe Kristoffersen | NOR     | + 6.55,1  |
| 6       | Katrin Zeller        | GER     | + 7.09,7  |
| 7       | Charlotte Kalla      | SWE     | + 8.01,2  |
| 8       | Astrid Jacobsen      | NOR     | + 8.32,7  |
| 9       | Aino-Kaisa Saarinen  | FIN     | + 8.34,2  |
| 10      | Kikkan Randall       | USA     | + 8.55,8  |

### Sprintklassement
| Mannen | Mannen             | Mannen | Mannen |
| #      | Naam               | Land   | Tijd   |
| ------ | ------------------ | ------ | ------ |
| 1      | Dario Cologna      | SUI    | 3.56   |
| 2      | Petter Northug     | NOR    | 3.53   |
| 3      | Marcus Hellner     | SWE    | 1.52   |
| 4      | Aleksandr Legkov   | RUS    | 1.44   |
| 5      | Alex Harvey        | CAN    | 1.37   |
| 6      | Devon Kershaw      | CAN    | 1.34   |
| 7      | Maksim Vylegsjanin | RUS    | 1.32   |
| 8      | Lukáš Bauer        | CZE    | 1.11   |
| 9      | Dmitri Japarov     | RUS    | 1.04   |
| 10     | Emil Jönsson       | SWE    | 0.58   |

| Vrouwen | Vrouwen                  | Vrouwen | Vrouwen |
| #       | Naam                     | Land    | Tijd    |
| ------- | ------------------------ | ------- | ------- |
| 1       | Justyna Kowalczyk        | POL     | 4.04    |
| 2       | Marit Bjørgen            | NOR     | 3.46    |
| 3       | Kikkan Randall           | USA     | 1.40    |
| 4       | Charlotte Kalla          | SWE     | 1.40    |
| 5       | Ingvild Flugstad Østberg | NOR     | 1.20    |
| 6       | Aurore Jean              | FRA     | 1.18    |
| 7       | Astrid Jacobsen          | NOR     | 1.11    |
| 8       | Therese Johaug           | NOR     | 1.09    |
| 9       | Krista Lähteenmäki       | FIN     | 0.59    |
| 10      | Marthe Kristoffersen     | NOR     | 0.56    |

## Etappes

### Proloog
| Mannen | Mannen             | Mannen | Mannen |
| #      | Naam               | Land   | Tijd   |
| ------ | ------------------ | ------ | ------ |
| 1      | Petter Northug     | NOR    | 7.58,3 |
| 2      | Dario Cologna      | SUI    | + 0,7  |
| 3      | Maurice Manificat  | FRA    | + 4,0  |
| 4      | Marcus Hellner     | SWE    | + 5,6  |
| 5      | Ilja Tsjernoesov   | RUS    | + 6,8  |
| 6      | Alex Harvey        | CAN    | + 6,9  |
| 7      | Aleksandr Legkov   | RUS    | + 7,3  |
| 8      | Nikolaj Morilov    | RUS    | + 8,6  |
| 9      | Maksim Vylegsjanin | RUS    | + 8,8  |
| 10     | Robin Duvillard    | FRA    | + 10,0 |

| Vrouwen | Vrouwen               | Vrouwen | Vrouwen |
| #       | Naam                  | Land    | Tijd    |
| ------- | --------------------- | ------- | ------- |
| 1       | Justyna Kowalczyk     | POL     | 7.03,7  |
| 2       | Marit Bjørgen         | NOR     | + 0,4   |
| 3       | Hanna Brodin          | SWE     | + 4,0   |
| 4       | Riikka Sarasoja-Lilja | FIN     | + 4,1   |
| 5       | Marthe Kristoffersen  | NOR     | + 4,2   |
| 6       | Riitta-Liisa Roponen  | FIN     | + 6,3   |
| 7       | Aino-Kaisa Saarinen   | FIN     | + 6,5   |
| 8       | Natalja Korosteleva   | RUS     | + 6,9   |
| 9       | Charlotte Kalla       | SWE     | + 7,0   |
| 10      | Kikkan Randall        | USA     | + 7,2   |

### Etappe 1
| Mannen | Mannen            | Mannen | Mannen  |
| #      | Naam              | Land   | Tijd    |
| ------ | ----------------- | ------ | ------- |
| 1      | Axel Teichmann    | GER    | 46.03,3 |
| 2      | Petter Northug    | NOR    | + 2,3   |
| 3      | Dario Cologna     | SUI    | + 2,9   |
| 4      | Aleksandr Legkov  | RUS    | + 4,2   |
| 5      | Eldar Rønning     | NOR    | + 5,3   |
| 6      | Giorgio Di Centa  | ITA    | + 6,4   |
| 7      | Lukáš Bauer       | CZE    | + 6,5   |
| 8      | Ilja Tsjernoesov  | RUS    | + 8,7   |
| 9      | Sergej Toeritsjev | RUS    | + 9,0   |
| 10     | Jens Filbrich     | GER    | + 9,5   |

| Vrouwen | Vrouwen             | Vrouwen | Vrouwen  |
| #       | Naam                | Land    | Tijd     |
| ------- | ------------------- | ------- | -------- |
| 1       | Justyna Kowalczyk   | POL     | 32.04,4  |
| 2       | Therese Johaug      | NOR     | + 0,2    |
| 3       | Marit Bjørgen       | NOR     | + 7,1    |
| 4       | Aino-Kaisa Saarinen | FIN     | + 16,3   |
| 5       | Krista Lähteenmäki  | FIN     | + 53,4   |
| 6       | Kikkan Randall      | USA     | + 58,6   |
| 7       | Kerttu Niskanen     | FIN     | + 59,6   |
| 8       | Stefanie Böhler     | GER     | + 59,9   |
| 9       | Katrin Zeller       | GER     | + 1.00,1 |
| 10      | Masako Ishida       | JPN     | + 1.03,0 |

### Etappe 2
| Mannen | Mannen             | Mannen | Mannen |
| #      | Naam               | Land   | Tijd   |
| ------ | ------------------ | ------ | ------ |
| 1      | Nikita Krjoekov    | RUS    | 60 s   |
| 2      | Aleksej Petoechov  | RUS    | 56 s   |
| 3      | Nikolaj Morilov    | RUS    | 52 s   |
| 4      | Dmitri Japarov     | RUS    | 48 s   |
| 5      | Dario Cologna      | SUI    | 44 s   |
| 6      | Petter Northug     | NOR    | 42 s   |
| 7      | Maksim Vylegsjanin | RUS    | 40 s   |
| 8      | Maurice Manificat  | FRA    | 38 s   |
| 9      | Marcus Hellner     | SWE    | 36 s   |
| 10     | Teodor Peterson    | SWE    | 34 s   |

| Vrouwen | Vrouwen                  | Vrouwen | Vrouwen |
| #       | Naam                     | Land    | Tijd    |
| ------- | ------------------------ | ------- | ------- |
| 1       | Justyna Kowalczyk        | POL     | 60 s    |
| 2       | Marit Bjørgen            | NOR     | 56 s    |
| 3       | Astrid Jacobsen          | NOR     | 52 s    |
| 4       | Natalja Matvejeva        | RUS     | 48 s    |
| 5       | Ida Ingemarsdotter       | SWE     | 44 s    |
| 6       | Aurore Jean              | FRA     | 42 s    |
| 7       | Ingvild Flugstad Østberg | NOR     | 40 s    |
| 8       | Charlotte Kalla          | SWE     | 38 s    |
| 9       | Kikkan Randall           | USA     | 36 s    |
| 10      | Anastasia Dotsenko       | RUS     | 34 s    |

### Etappe 3
| Mannen | Mannen                  | Mannen | Mannen  |
| #      | Naam                    | Land   | Tijd    |
| ------ | ----------------------- | ------ | ------- |
| 1      | Petter Northug          | NOR    | 50.27,3 |
| 2      | Dario Cologna           | SUI    | + 0,3   |
| 3      | Maksim Vylegsjanin      | RUS    | + 0,6   |
| 4      | Marcus Hellner          | SWE    | + 1,5   |
| 5      | Kristian Tettli Rennemo | NOR    | + 1,7   |
| 6      | Devon Kershaw           | CAN    | + 2,6   |
| 7      | Alex Harvey             | CAN    | + 4,9   |
| 8      | Martin Jakš             | CZE    | + 5,0   |
| 9      | Curdin Perl             | SWE    | + 6,1   |
| 10     | Christophe Perrillat    | FRA    | + 6,5   |

| Vrouwen | Vrouwen                | Vrouwen | Vrouwen |
| #       | Naam                   | Land    | Tijd    |
| ------- | ---------------------- | ------- | ------- |
| 1       | Marit Bjørgen          | NOR     | 27.16,0 |
| 2       | Justyna Kowalczyk      | POL     | + 1,6   |
| 3       | Therese Johaug         | NOR     | + 1,8   |
| 4       | Kristin Størmer Steira | NOR     | + 35,3  |
| 5       | Riikka Sarasoja-Lilja  | FIN     | + 45,3  |
| 6       | Charlotte Kalla        | SWE     | + 45,6  |
| 7       | Kikkan Randall         | USA     | + 45,9  |
| 8       | Riitta-Liisa Roponen   | FIN     | + 46,4  |
| 9       | Krista Lähteenmäki     | FIN     | + 55,5  |
| 10      | Marthe Kristoffersen   | NOR     | + 58,1  |

### Etappe 4
| Mannen | Mannen            | Mannen | Mannen  |
| #      | Naam              | Land   | Tijd    |
| ------ | ----------------- | ------ | ------- |
| 1      | Aleksandr Legkov  | RUS    | 13.49,5 |
| 2      | Eldar Rønning     | NOR    | + 1,7   |
| 3      | Dario Cologna     | SUI    | + 2,0   |
| 4      | Lukáš Bauer       | CZE    | + 3,5   |
| 5      | Ilja Tsjernoesov  | RUS    | + 4,0   |
| 6      | Axel Teichmann    | GER    | + 6,0   |
| 7      | Dmitri Japarov    | RUS    | + 9,5   |
| 8      | Nikita Krjoekov   | RUS    | + 9,9   |
| 9      | Sergej Toeritsjev | RUS    | + 10,1  |
| 10     | Fabio Pasini      | ITA    | + 12,3  |

| Vrouwen | Vrouwen              | Vrouwen | Vrouwen |
| #       | Naam                 | Land    | Tijd    |
| ------- | -------------------- | ------- | ------- |
| 1       | Marit Bjørgen        | NOR     | 10.49,2 |
| 2       | Justyna Kowalczyk    | POL     | + 3,9   |
| 3       | Astrid Jacobsen      | NOR     | + 15,1  |
| 4       | Nicole Fessel        | GER     | + 17,0  |
| 5       | Stefanie Böhler      | GER     | + 17,2  |
| 6       | Therese Johaug       | NOR     | + 21,2  |
| 7       | Krista Lähteenmäki   | FIN     | + 23,2  |
| 8       | Katerina Smutna      | AUT     | + 23,9  |
| 9       | Marthe Kristoffersen | NOR     | + 25,0  |
| 10      | Anastasia Dotsenko   | RUS     | + 26,3  |

### Etappe 5
| Mannen | Mannen            | Mannen | Mannen |
| #      | Naam              | Land   | Tijd   |
| ------ | ----------------- | ------ | ------ |
| 1      | Nikolaj Morilov   | RUS    | 60 s   |
| 2      | Petter Northug    | NOR    | 56 s   |
| 3      | Dario Cologna     | SUI    | 52 s   |
| 4      | David Hofer       | ITA    | 48 s   |
| 5      | Aleksej Petoechov | RUS    | 44 s   |
| 6      | Alex Harvey       | CAN    | 42 s   |
| 7      | Josef Wenzl       | GER    | 40 s   |
| 8      | Emil Jönsson      | SWE    | 38 s   |
| 9      | Teodor Peterson   | SWE    | 36 s   |
| 10     | Dietmar Nöckler   | ITA    | 34 s   |

| Vrouwen | Vrouwen                  | Vrouwen | Vrouwen |
| #       | Naam                     | Land    | Tijd    |
| ------- | ------------------------ | ------- | ------- |
| 1       | Marit Bjørgen            | NOR     | 60 s    |
| 2       | Kikkan Randall           | USA     | 56 s    |
| 3       | Justyna Kowalczyk        | POL     | 52 s    |
| 4       | Denise Herrmann          | GER     | 48 s    |
| 5       | Vesna Fabjan             | SLO     | 44 s    |
| 6       | Marthe Kristoffersen     | NOR     | 42 s    |
| 7       | Ingvild Flugstad Østberg | NOR     | 40 s    |
| 8       | Hanna Kolb               | GER     | 38 s    |
| 9       | Aurore Jean              | FRA     | 36 s    |
| 10      | Eva Nývltová             | CZE     | 34 s    |

### Etappe 6
| Mannen | Mannen             | Mannen | Mannen    |
| #      | Naam               | Land   | Tijd      |
| ------ | ------------------ | ------ | --------- |
| 1      | Dario Cologna      | SUI    | 1:09.25,2 |
| 2      | Petter Northug     | NOR    | + 1.15,8  |
| 3      | Aleksandr Legkov   | RUS    | + 1.16,4  |
| 4      | Devon Kershaw      | CAN    | + 1.16,8  |
| 5      | Marcus Hellner     | SWE    | + 1.17,2  |
| 6      | Maurice Manificat  | FRA    | + 1.18,3  |
| 7      | Ilja Tsjernoesov   | RUS    | + 2.51,4  |
| 8      | Lukáš Bauer        | CZE    | + 2.51,8  |
| 9      | Alex Harvey        | CAN    | + 2.52,8  |
| 10     | Maksim Vylegsjanin | RUS    | + 2.56,3  |

| Vrouwen | Vrouwen                  | Vrouwen | Vrouwen  |
| #       | Naam                     | Land    | Tijd     |
| ------- | ------------------------ | ------- | -------- |
| 1       | Marit Bjørgen            | NOR     | 39.01,1  |
| 2       | Justyna Kowalczyk        | POL     | + 2,0    |
| 3       | Therese Johaug           | NOR     | + 3.16,9 |
| 4       | Krista Lähteenmäki       | FIN     | + 4.42,2 |
| 5       | Kikkan Randall           | USA     | + 4.58,3 |
| 6       | Marthe Kristoffersen     | NOR     | + 4.58,7 |
| 7       | Charlotte Kalla          | SWE     | + 4.58,8 |
| 8       | Astrid Jacobsen          | NOR     | + 5.10,8 |
| 9       | Katrin Zeller            | GER     | + 5.10,9 |
| 10      | Ingvild Flugstad Østberg | NOR     | + 5.29,9 |

### Etappe 7
| Mannen | Mannen            | Mannen | Mannen    |
| #      | Naam              | Land   | Tijd      |
| ------ | ----------------- | ------ | --------- |
| 1      | Eldar Rønning     | NOR    | 1:00.02,2 |
| 2      | Alex Harvey       | CAN    | + 1,1     |
| 3      | Dario Cologna     | SUI    | + 1,3     |
| 4      | Petter Northug    | USA    | + 1,5     |
| 5      | Sergej Toeritsjev | RUS    | + 2,3     |
| 6      | Devon Kershaw     | CAN    | + 3,2     |
| 7      | Niklas Dyrhaug    | NOR    | + 5,1     |
| 8      | Tobias Angerer    | GER    | + 5,8     |
| 9      | Dmitri Japarov    | RUS    | + 5,9     |
| 10     | Tim Tscharnke     | GER    | + 6,4     |

| Vrouwen | Vrouwen              | Vrouwen | Vrouwen   |
| #       | Naam                 | Land    | Tijd      |
| ------- | -------------------- | ------- | --------- |
| 1       | Justyna Kowalczyk    | POL     | + 25,49,8 |
| 2       | Marit Bjørgen        | NOR     | + 7,5     |
| 3       | Charlotte Kalla      | SWE     | + 31,0    |
| 4       | Aino-Kaisa Saarinen  | FIN     | + 33,6    |
| 5       | Joelia Ivanova       | RUS     | + 42,3    |
| 6       | Katrin Zeller        | GER     | + 46,5    |
| 7       | Masako Ishida        | JPN     | + 47,1    |
| 8       | Polina Medvedeva     | RUS     | + 48,0    |
| 9       | Krista Lähteenmäki   | FIN     | + 49,2    |
| 10      | Marthe Kristoffersen | NOR     | + 49,9    |

### Etappe 8
| Mannen | Mannen            | Mannen | Mannen  |
| #      | Naam              | Land   | Tijd    |
| ------ | ----------------- | ------ | ------- |
| 1      | Aleksandr Legkov  | RUS    | 30.38,2 |
| 2      | Maurice Manificat | FRA    | + 0,1   |
| 3      | Marcus Hellner    | SWE    | + 1,7   |
| 4      | Roland Clara      | ITA    | + 16,2  |
| 5      | Thomas Moriggl    | ITA    | + 30,7  |
| 6      | Matti Heikkinen   | FIN    | + 34,1  |
| 7      | Sjur Røthe        | NOR    | + 52,6  |
| 8      | Lukáš Bauer       | CZE    | + 52,9  |
| 9      | Giorgio Di Centa  | ITA    | + 57,7  |
| 10     | Niklas Dyrhaug    | NOR    | + 58,8  |

| Vrouwen | Vrouwen               | Vrouwen | Vrouwen  |
| #       | Naam                  | Land    | Tijd     |
| ------- | --------------------- | ------- | -------- |
| 1       | Therese Johaug        | NOR     | 34.17,7  |
| 2       | Justyna Kowalczyk     | POL     | + 51,3   |
| 3       | Marit Bjørgen         | NOR     | + 1.08,0 |
| 4       | Marthe Kristoffersen  | NOR     | + 1.10,8 |
| 5       | Valentyna Sjevtsjenko | UKR     | + 1.13,9 |
| 6       | Katrin Zeller         | GER     | + 1.19,6 |
| 7       | Krista Lähteenmäki    | FIN     | + 1.25,5 |
| 8       | Elizabeth Stephen     | USA     | + 1.33,0 |
| 9       | Riitta-Liisa Roponen  | FIN     | + 1.50,9 |
| 10      | Astrid Jacobsen       | NOR     | + 1.54,8 |

## Klassementsleiders na elke etappe
| Etappe  | Mannen              | Mannen           | Vrouwen             | Vrouwen           |
| Etappe  | Algemeen klassement | Sprintklassement | Algemeen klassement | Sprintklassement  |
| ------- | ------------------- | ---------------- | ------------------- | ----------------- |
| Proloog | Petter Northug      | Petter Northug   | Justyna Kowalczyk   | Justyna Kowalczyk |
| 1       | Axel Teichmann      | Petter Northug   | Justyna Kowalczyk   | Justyna Kowalczyk |
| 2       | Petter Northug      | Petter Northug   | Justyna Kowalczyk   | Justyna Kowalczyk |
| 3       | Petter Northug      | Petter Northug   | Justyna Kowalczyk   | Justyna Kowalczyk |
| 4       | Dario Cologna       | Dario Cologna    | Justyna Kowalczyk   | Justyna Kowalczyk |
| 5       | Dario Cologna       | Petter Northug   | Justyna Kowalczyk   | Justyna Kowalczyk |
| 6       | Dario Cologna       | Dario Cologna    | Marit Bjørgen       | Justyna Kowalczyk |
| 7       | Dario Cologna       | Dario Cologna    | Justyna Kowalczyk   | Justyna Kowalczyk |
| 8       | Dario Cologna       | Dario Cologna    | Justyna Kowalczyk   | Justyna Kowalczyk |